# Суперкубок Італії з волейболу серед жінок 2012
17 розіграш Суперкубка Італії з волейболу серед жіночих команд відбувся 13 жовтня 2012 року в Монтік'ярі (провінція Брешія).

## Учасники
| Команда         | Досягнення                                              |
| --------------- | ------------------------------------------------------- |
| «Бусто-Арсіціо» | Переможець чемпіонату і кубка Італії в сезоні 2011—2012 |
| «Вілла-Кортезе» | Фіналіст чемпіонату Італії в сезоні 2011—2012           |

## Матч
| Дата       | Час |                 | Рахунок |                 | Сет 1 | Сет 2 | Сет 3 | Сет 4 | Сет 5 | Всього  | Звіт |
| ---------- | --- | --------------- | ------- | --------------- | ----- | ----- | ----- | ----- | ----- | ------- | ---- |
| 13.10.2012 |     | «Бусто-Арсіціо» | 3–2     | «Вілла-Кортезе» | 20–25 | 25–21 | 21–25 | 25–21 | 15–12 | 106–104 |      |

| 13      | Валентина Аррігетті   | 15 |
| 8       | Крістіна Бауер        | 12 |
| 18      | Вероніка Бісконті (л) |    |
| 4       | Марен Брінкер         | 14 |
| 14      | Валерія Каракута      | 1  |
| 1       | Джуліанн Фосетт       | 3  |
| 10      | Маргарета Козух       | 23 |
| 6       | Джулія Леонарді (л)   |    |
| 7       | Франческа Маркон      | 14 |
| Тренер: |                       |    |
|         | Карло Парізі          |    |

| 1       | Саня Малагурскі          | 7  |
| 2       | Наталія Вігано           |    |
| 3       | Вільмарі Мохіка          | 1  |
| 5       | Александра Клінеман      | 19 |
| 7       | Рафаела Фольє            | 3  |
| 8       | Єлена Перінеллі          |    |
| 9       | Стефана Велькович        | 7  |
| 12      | Іларія Гарцаро           | 4  |
| 13      | Катаріна Барун           | 7  |
| 14      | Катерина Босетті         | 25 |
| 15      | Беатріче Паррокк'яле (л) |    |
| 17      | Джулія Рондон            | 2  |
| 18      | Миріам Сілла             | 1  |
| Тренер: |                          |    |
|         | Джованні Капрара         |    |